# Montigny-le-Chartif
 Montigny-le-Chartif  es una población y comuna francesa, en la región de  Centro, departamento de Eure y Loir, en el distrito de Nogent-le-Rotrou y cantón de Thiron-Gardais.

## Demografía
| 588 | 542 | 525 | 498 | 462 | 453 |
| Para los censos de 1962 a 1999 la población legal corresponde a la población sin duplicidades (Fuente: INSEE [Consultar]) |     |     |     |     |     |